# Tunnel de Cointe
Le tunnel de Cointe est un maillon important de la liaison autoroutière E40-E25 et permet le transit autoroutier nord-sud autour de la ville de Liège en Belgique.  Il est situé sous la colline de Cointe, non loin de la gare des Guillemins. L'ouvrage comporte en fait deux tunnels : le tunnel aval, qui reprend la circulation automobile dans le sens Ardennes-Bruxelles et le tunnel amont dans le sens Bruxelles-Ardennes. L'entrée du tunnel se trouve juste après la traversée de la Meuse grâce au pont du Pays de Liège, la sortie se trouve derrière la gare des Guillemins. Le tunnel passe sous le Mémorial Interallié.

## Réalisation et description
L'excavation des galeries, qui font environ 11,20 mètres de diamètre, fut réalisée avec une haveuse de 130 tonnes et d'une puissance effective de coupe de 300 kW.  La proximité d'habitations rendait l'usage d'explosifs impossible et l'utilisation d'un tunnelier n'était pas économiquement justifiable.  Le sous-sol de Cointe étant particulièrement hétérogène (alternance de couches de schistes, de grès et de houille, nombreuses fractures et présence d'exploitations minières anciennes non répertoriées), on commença par percer une galerie pilote de 36 m2 dans le tunnel aval que l'on élargit ensuite (calottes) avant de l'approfondir en deux phases (stross et radier).  Le travail s'effectua en 3 fois 8 heures, cinq jours par semaine, le week-end étant réservé à l'exploration et à l'entretien du matériel.  Fort de l'expérience acquise, le tunnel amont fut réalisé en trois phases seulement : une galerie pilote plus importante, stross et radier.
L'aération est réalisée par l'injection d'air frais aux deux extrémités et l'éjection de l'air vicié par une cheminée sur la colline, au Chera.  La régulation fait intervenir un système expert qui se base sur la fréquentation du tunnel en plus de la mesure des gaz présents dans le tunnel.
Comme le reste de la liaison E40-E25, le financement de ce tunnel fut réalisé par la SOFICO qui en reste le propriétaire. Un dispositif de comptage permet d'en facturer l'utilisation à la Région wallonne. Depuis avril 2009, ce même dispositif calcule la vitesse moyenne sur l'ensemble de la liaison (radar tronçon) et, entre 2009 et 2012, prévenait les utilisateurs roulant à une vitesse excessive (supérieure à 80 km/h pour les voitures; 60 km/h pour les camions). Depuis décembre 2012, le radar a été officiellement homologué et est entré en phase répressive.
La liaison fut inaugurée le 2 juin 2000.
À l'entrée du tunnel, à gauche en direction de l'E40, lors de la finition des travaux, a été aménagée une potale vitrée en métal abritant la statue de sainte Barbe qui était censée protéger les ouvriers durant le chantier,.
Un monolithe, essentiellement composé de fer, extrait lors des travaux, se trouve exposé sur un petit rond-point en Outremeuse, face à l'auberge de jeunesse Simenon.

## Procès des boulons
En 1994, une douzaine de directeurs de sociétés associées dans le consortium chargé du percement du tunnel, dont les entreprises Richard et Matagne (rachetées par Bouygues), Franki (Willemen Groep), Duchêne, Bageci CFE, Galère et Richard sont suspectés d'avoir surfacturé des boulons pour un bénéfice d'un demi-milliard de francs belges. Fabriqués en Suède, ceux-ci étaient commandés à PRS, une société contrôlée par l'entrepreneur Richard, mais ne parvenaient sur le chantier qu'après avoir transité par de nombreuses sociétés écrans dont des sociétés offshores masquant les transactions des Iles Vierges à Hong Kong. Fernand Latour, un ingénieur en chef du Met, est également mis en cause pour corruption, étant responsable du contrat-cadre et ayant régi les relations entre les responsables des entreprises associées dans le consortium chargé du percement du tunnel. Après une inculpation en 2003, les prévenus sont condamnés le 16 février 2006 pour faux, usage de faux, association de malfaiteurs, escroquerie et corruption de fonctionnaire. Entre-temps, ceux-ci avaient déjà remboursé sans reconnaissance de faute. Le parquet fait appel de cette décision qu'il ne juge pas assez sévère. En décembre 2007, la cour d'appel de Liège constate l'extinction de l'action publique par effet de prescription. En 2009, la cour d'appel de Mons confirme la prescription,,,,,,.

## Galerie

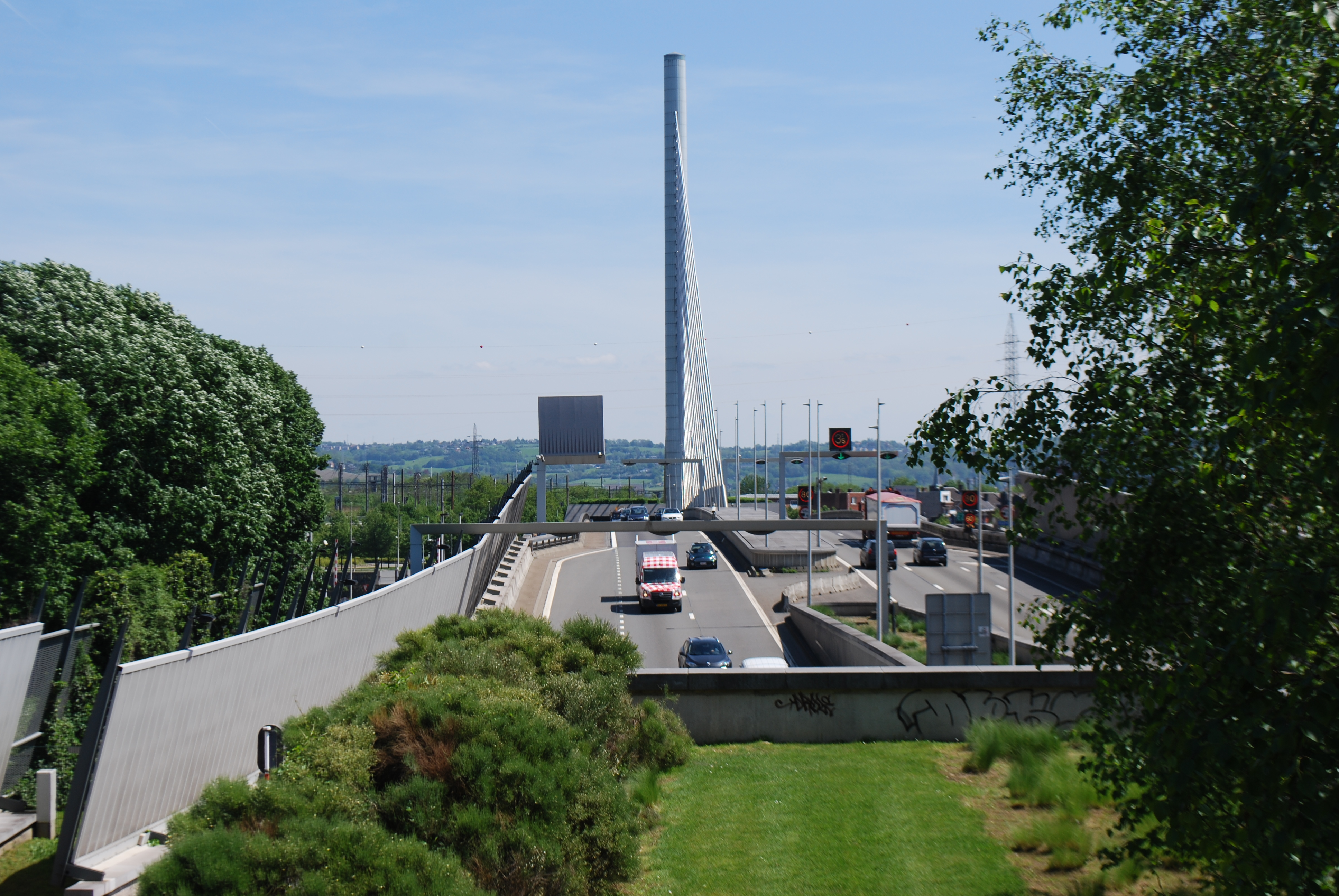
Le pont du pays de Liège et l'entrée du tunnel de Cointe
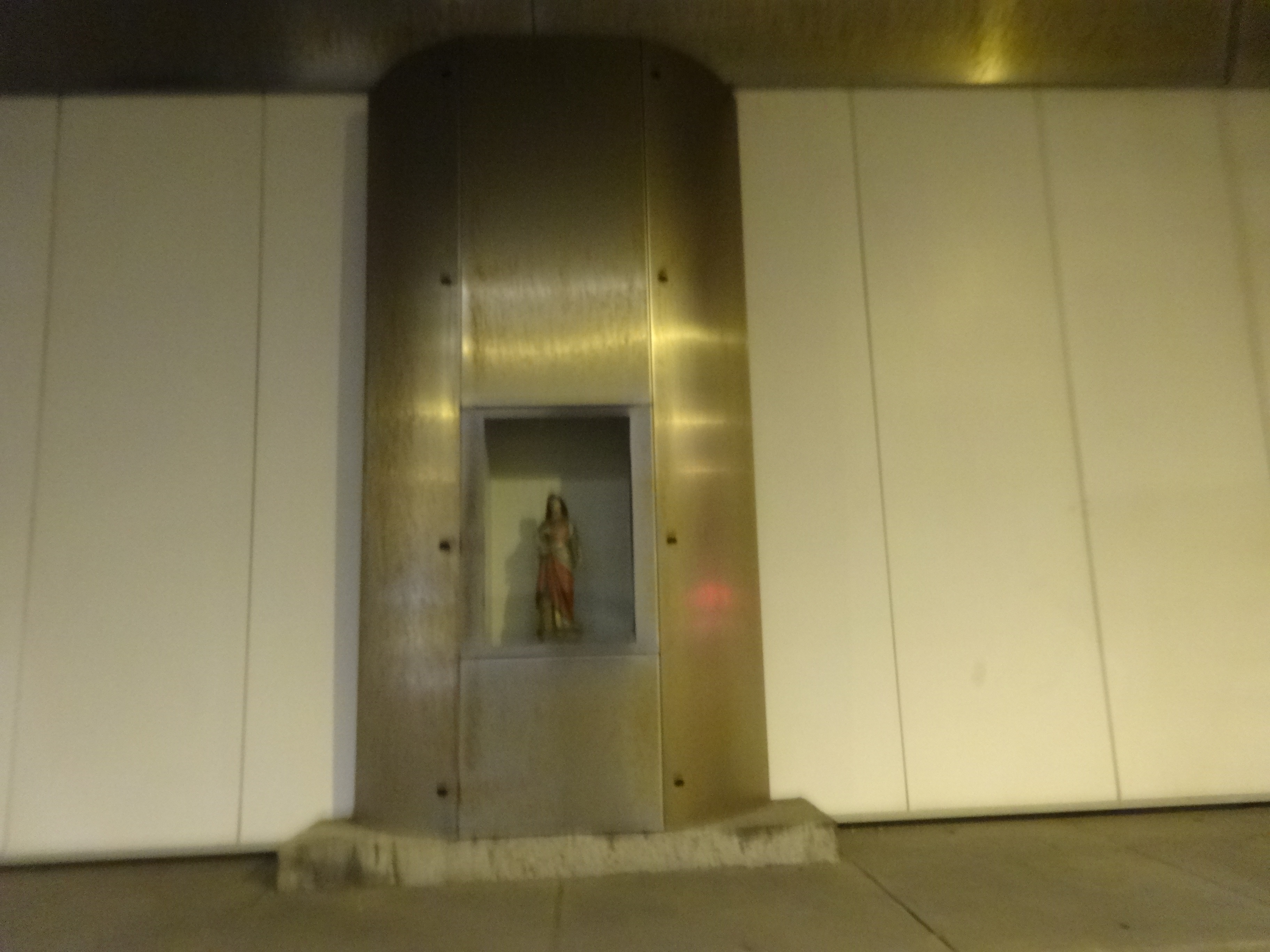
Statue de sainte Barbe à l'entrée du tunnel de Cointe
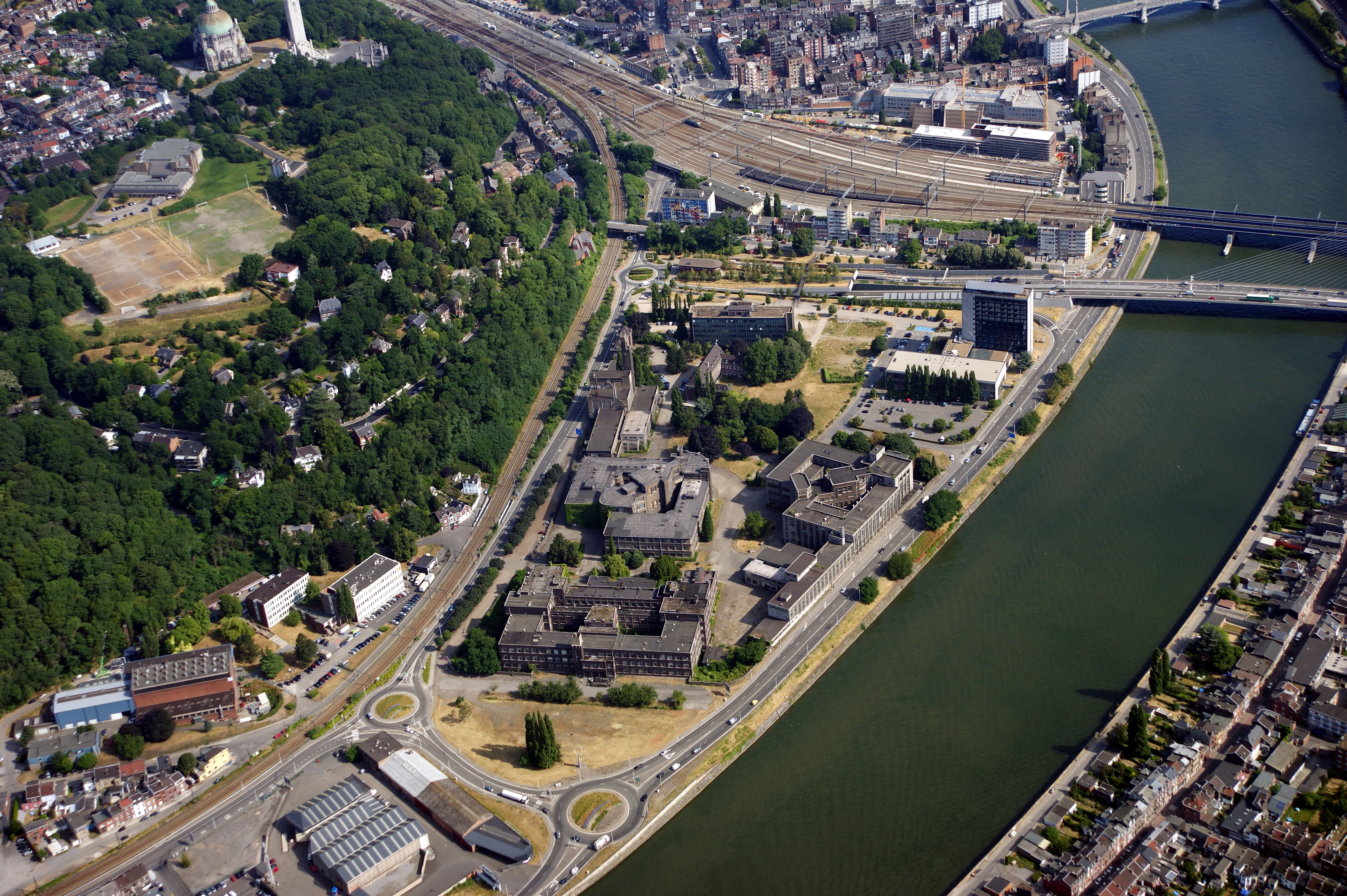
Vue aérienne montrant le pont du pays de Liège et l'entrée du tunnel de Cointe

## Sources
- « La liaison E25-E40 à LIEGE > Les équipements d'alimentation électrique, de ventilation et de détection », sur services-techniques.met.wallonie.be (consulté le 22 avril 2009)